# Trichoderma koningiopsis
Trichoderma koningiopsis är en svampart som beskrevs av Samuels, C. Suárez & H.C. Evans 2006. Trichoderma koningiopsis ingår i släktet Trichoderma och familjen Hypocreaceae.   Inga underarter finns listade i Catalogue of Life.